# Rainer Hönisch
Rainer Hönisch (21 de gener de 1959) va ser un ciclista alemany de l'est, que es va especialitzar en el ciclisme en pista, concretament en la disciplina del quilòmetre on va guanyar una medalla de bronze al Campionat del món de Múnic 1978.

## Palmarès
- 1977
  -  Campió del món júnior en Quilòmetre Contrarellotge